# 臺灣與荷蘭關係史
台灣與荷蘭關係史（台荷關係史）是指台灣有信史以來至今與荷蘭雙方在歷史上不同階段的關係，荷蘭最早於1624年統治台灣。随着1949年中华民国政府迁往台湾后，实际上與其国家外交关系重疊。

## 荷蘭統治時期

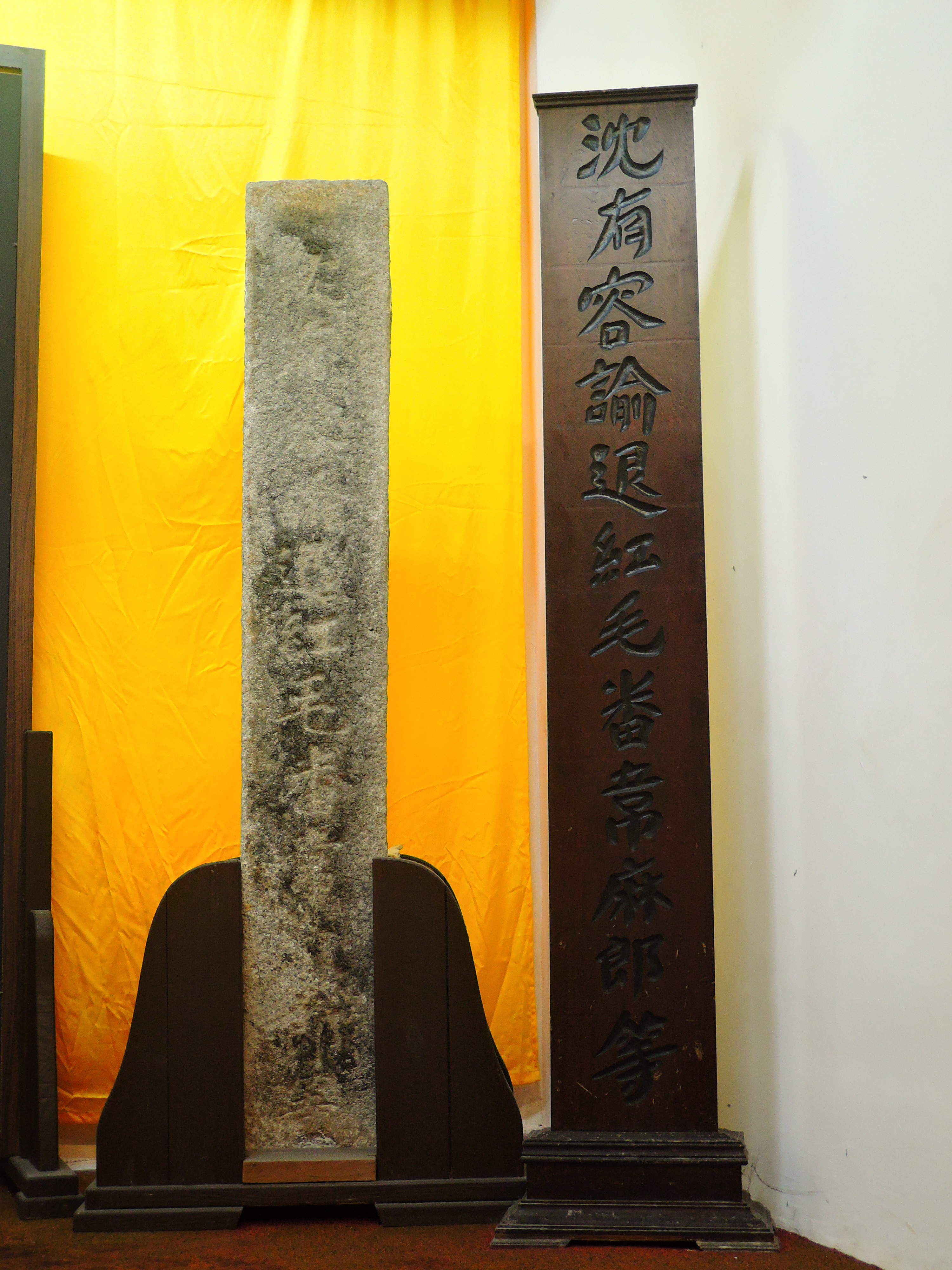
「沈有容諭退紅毛番韋麻郎等」碑（1919年出土，今存澎湖天后宮）

1568年起，哈布斯堡家族統治下的哈布斯堡尼德蘭（或西屬尼德蘭，今荷蘭）開始反抗西班牙哈布斯堡王朝的統治，引發「八十年戰爭」。此時荷蘭也挑戰西班牙、葡萄牙等國壟斷的海權與香料貿易。1596年，荷蘭人的首航船隊抵達今印尼爪哇島的萬丹，然而鎩羽而歸。1599年7月19日，四艘荷蘭船從萬丹滿載香料返抵阿姆斯特丹，此舉讓荷蘭人繼西、葡、英等國之後，崛起於海上。當時這隻船隊的副司令Wybrand van Warwijck即是中文文獻上的「韋麻郎」。:77
1600年，英國女王授予新成立的英國東印度公司擁有貿易特許狀。荷蘭人隨後跟進，1602年阿姆斯特丹、荷恩、鹿特丹等地14家公司合組「荷蘭東印度公司」。荷蘭聯邦議會授予它在東印度的各種統治、徵稅、宣戰、締約等權力。它雖是一家公司，但是其在海外所作所為代表國家，聯邦議會得考核追認。:78荷蘭人在印尼萬丹（1598）、泰國北大年（1601）、印尼安汶（1605）、日本平戶（1609）等地陸續取得據點後，即思取得對中國的貿易據點。:80
1602年，荷蘭人一度打算於澎湖建立根據地，然而明帝國將澎湖視為領土，雙方引起衝突。最終在明將沈有容壓力下撤退。事後沈有容立有石碑，碑上刻著「沈有容諭退紅毛番韋麻郎等」
1622年6月，荷將雷爾生一度占領澎湖，於澎湖風櫃尾建立貿易據點。最後在明國與荷蘭談判下，明國同意對荷蘭占領大員（今臺灣）不加干涉。荷蘭在8月26日拆毀在澎湖的城堡，:40撤出澎湖，前往大員建立根據地。

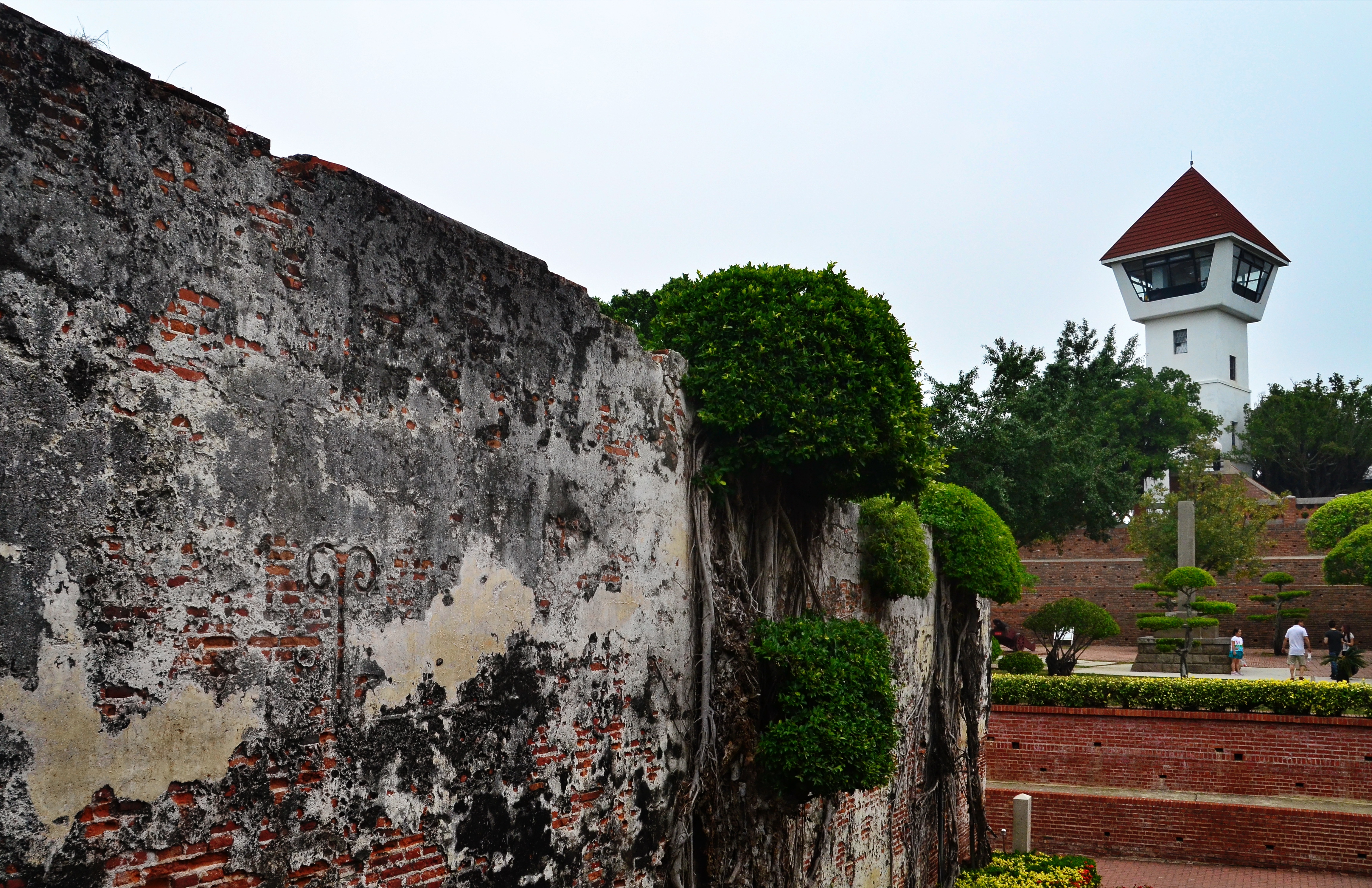
今安平古堡中原熱蘭遮城殘跡

1624年，荷蘭東印度公司統治臺灣南部，在今天的台南安平建立熱蘭遮城作為統治中心。
荷蘭占領臺灣後，馬尼拉的西班牙政府也感到威脅。1626年，西班牙駐馬尼拉總督施爾瓦（Fernándo de Silva）命令伐爾得斯（Antonio Carreño de Valdes）率領大劃船（Galera）隊及300人到臺灣。:88:47施爾瓦的艦隊北上5月11日先到三貂角，於雞籠灣內的小島（今和平島）登陸。:1695月12日進入雞籠港，5月16日在社寮島舉行占領典禮。:88:48將臺灣北部納入西屬東印度群島。
1628年，發生濱田彌兵衛事件。:42
1642年8月，荷軍發動雞籠之戰，並奪取了雞籠島上的制高點。西班牙軍因無力抵抗，8月26日向荷軍投降，從此退出臺灣。:50
1651年，爆發在臺漢人反抗荷人統治的郭懷一事件。最終在荷蘭統治當局與臺灣原住民聯守下平定，之後荷蘭統治當局建立普羅民遮城。
1661年4月，鄭成功軍隊登陸臺南，與荷方展開戰爭，1662年2月10日（明永曆十五年十二月二十二日）和議成立。荷蘭人在鄭氏保證能安全撤離臺灣下，遞交降書，全數撤離臺灣，:54臺灣進入明鄭時期。

## 鄭氏治臺時期

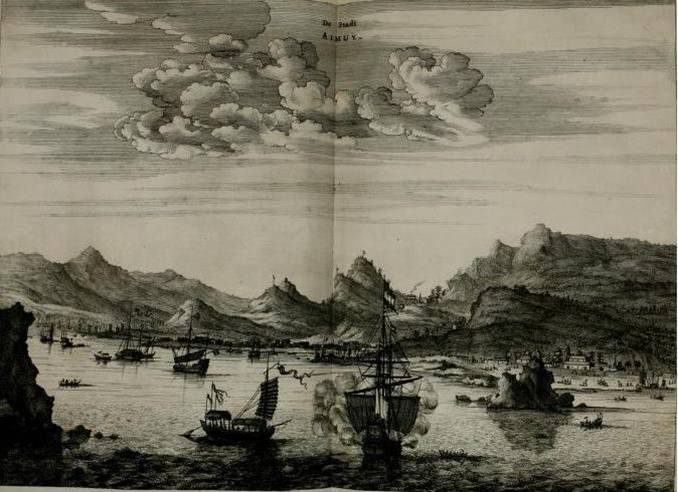
《第二、三次荷蘭東印度公司使節出使大清帝國記》書內插圖，清荷聯軍於金門烏沙頭與鄭軍交戰

鄭成功取得臺灣後，荷蘭亟思「光復福爾摩沙」，為此一度與清朝政府結為清荷聯軍。1663年10月間，荷蘭艦隊司令率領16艘戰艦、2000名士兵，與清靖南王耿繼茂、福建總督李率泰簽定聯兵攻鄭協定。:1701663年11月清荷聯軍於金門與鄭軍遭遇，引發金廈海戰，清荷聯軍攻下鄭軍所據的金門、廈門兩島，鄭經退守銅山。然而清軍不願依約與荷蘭攻下臺灣。荷蘭艦隊司令一度轉與鄭經交涉，要求將臺灣歸還荷蘭、釋放被鄭成功扣留的俘虜以及賠償。鄭經亦欲聯荷抗清，曾於1664年覆信約結同盟，若荷蘭同意，「即授王以南澳之地，悉還荷蘭之人」，即願割讓廣東的南澳島、並遣還荷蘭俘虜。但荷方對南澳島並無興趣，因此未進一步交涉。:170-171
1664年8月，荷軍再度於雞籠上岸，重新修復1661年廢棄的聖薩爾瓦多城（北荷蘭城），派雞籠長官駐守，:171作為進攻台灣的灘頭堡。12月，荷軍與清將施琅聯手從金門出兵攻臺，出航不久施琅即以海象惡劣而折返。:171
荷蘭人致力於雞籠發展貿易，只是遇到與西班牙人同樣的問題，雞籠過於仰賴淡水原住民及華商提供糧食，1665年鄭軍進駐淡水，就讓荷軍感到補給困難。而且荷蘭商船來往福州、雞籠之間，本來就違反清朝海禁，清廷後來更禁止荷蘭人於福建貿易1668年，巴達維亞當局因雞籠長年虧損，決定撤出，隨後鄭氏王朝便於1669年佔領雞籠。
在鄭氏與清國較勁期間，1671年鄭經曾透過印尼萬丹一位漢人港主開珠（Caytsoe），向荷方表達願意結盟。然而荷方以音訊未詳，要求鄭方先遣還俘虜並道歉再說，此議最後不了了之。:171

## 清領時期
清國政府針對滅鄭的方案，聯合荷蘭是解決東寧問題的選項之一。1679年（清康熙十八年、明永曆三十三年），福建總督姚啟聖在康熙皇帝批准下，曾派遣特使團，攜帶敕書前往巴達維亞，商請荷蘭人派遣艦隊協攻臺灣。:171-172唯據《巴達維亞城日記》1679年12月27日所載，東印度總督以無人統兵，以及當年清荷聯軍清國失約為由，拒絕合攻臺灣。:172
1683年（清康熙二十二年、明永曆三十七年），清將施琅發動澎湖海戰，率軍攻陷澎湖。鄭克塽遞交降表，明鄭滅亡。當時針對臺灣棄留，北京當局態度不明。施琅曾請荷蘭俘虜帶信到巴達維亞當局，探詢公司願意花多少錢買回臺灣。不過鑒於當時英、荷在印度經貿此消彼長，荷蘭對「光復福爾摩沙」已興趣缺缺。:172-173當時清方針對臺灣去留問題仍並無定見，朝臣也意見不一。如內閣學士李光地曾主張「空其地，任夷人居之，而納款通貢。即為賀蘭（荷蘭）有，亦聽之。賀蘭豈有大志耶？」唯1684年2月，施琅上〈恭陳臺灣棄留利害疏〉，主張留住臺灣。康熙皇帝亦表態「若徙其人民，又恐致失所，棄而不守，由為不可」，最終拍板定案統治臺灣。:173
1858年（清咸豐八年），清政府在第一次英法聯軍戰敗後，與英國等國簽訂《天津條約》，開放臺灣（今安平港）、淡水港口。隨後西方國家亦立約臺灣開港。荷蘭與清政府於1863年（同治二年）8月24日立約，開放臺灣（安平港）、淡水港口。
臺灣開港後，荷蘭人再度來到臺灣，曾留下荷蘭籍船醫與安平當地女子的戀愛故事。知名歌曲《安平追想曲》的故事背景經臺南市文獻委員指出，即發生於同治年間。

## 日本統治時期
1935年4月7日，發生珠諾號事件（ジュノー号事件）:241。因荷蘭籍運油船珠諾號（ジュノー号）以躲避颱風為由闖進澎湖馬公軍港第三區漁翁島小池灣內，由於馬公港屬海軍「要港部」（第二級軍港）所在地，並未對外開放，該船在臨檢後遭台南地方法院高雄支部檢查局偵辦。然而在4月一審審理期間引起軍方質疑珠諾號係間諜船，並且引起在臺右翼勢力如「在鄉軍人會臺北市連合分會」的鼓譟、宣誓與法院抗爭到底，並進入法院旁聽，引發法院出動憲兵、警官巡視。最終於6月10日判決中科以500圓罰款，本案定讞。然而右翼軍方在對判決失望下，更加宣傳強化國防的必要，並呼籲在臺增設師團及鎮守府，欲達到目標主張廢除文官總督制度而恢復武官總督制度。珠諾號事件隔年（1936年），臺灣恢復武官總督。小林躋造出任臺灣總督。
1940年5月10日，荷蘭本土遭德軍入侵後，日方進一步要求荷方開放荷屬印尼對日本企業的限制。5月16日，荷蘭本土淪陷後。日本駐巴達維亞領事在向荷印經濟局長Van Mook表示哀弔外，更進一步向荷印當局提出「勒索」資源的要求，即石油、橡膠、錫、廢鐵等十三項輸出日本的最低數量。太平洋戰爭爆發期間，亦有臺籍日本兵隨軍進入荷屬印尼。

## 中華民國統治時期
1950年3月27日，荷蘭與來臺的中華民國政府斷交。31日，關閉大使館。
1979年，在臺灣的中華民國政府於荷蘭海牙成立「駐荷蘭遠東商務辦事處」（Far East Trade Office）；1990年9月，更名為「駐荷蘭臺北經濟文化辦事處」（Taipei Economic and Cultural Office）；1996年7月再更名為「駐荷蘭台北代表處」（Taipei Representative Office）。荷蘭則於1981年在臺灣設「荷蘭貿易促進會臺北辦事處」（Netherlands Council for Trade Promotion, Taipei Office）；1990年更名為「荷蘭貿易暨投資辦事處」（Netherlands Trade and Investment Office）。並自1995年5月起對臺灣民眾核發申根共同簽證。
1980年代，在范艾格出任荷蘭總理時代，荷蘭曾售予中華民國海軍劍龍級潛艦，包括海龍、海虎兩艦。一度引起中國召回駐荷蘭大使，降低雙方關係。范艾格卸任後，曾於2000年4月、2002年4月及2006年5月三度訪問臺灣。2006年第三度訪問臺灣時，曾在亞東關係協會會長羅福全陪同下到臺南，獲市長許添財招待參訪延平郡王祠及安平樹屋參觀，並至四草大眾廟參拜，並前往參拜大眾廟後方的荷蘭人骨骸塚。
2002年11月21日，臺灣學者曹永和因研究荷蘭東印度公司，獲荷蘭女王碧翠斯頒授奧倫治-拿騷勳章，以表彰他對17世紀荷蘭東印度公司在東亞活動歷史之研究的重要貢獻，他也是首位獲得該獎項的臺灣人。
2020年4月27日，荷蘭貿易暨投資辦事處代表紀維德（Guy Wittich）宣布，辦事處業務在過去幾年擴展許多新領域，因此即日起將過去名稱「荷蘭貿易暨投資辦事處」（Netherlands Trade & Investment Office）簡化為「荷蘭在台辦事處」（Netherlands Office Taipei），省略「貿易暨投資」等字。紀維德強調，「少一點、多很多」，辦事處也配合荷蘭改變全球識別形象，發表專屬識別標誌、更新網站。被視為臺荷關係的重大進展。

## 註解
1. ↑  當時正值美國雷根政府有意出售FX戰鬥機予臺灣，中國此舉被視為帶有警告美國的含意。[13]:214